# Točkovna grupa
Točkovna grupa je v geometriji skupina geometrijskih simetrij (izometrij), v katerih ostane točka negibna.

## Splošno
Točkovne grupe lahko obstajajo v evklidskem prostoru katere koli razsežnosti. Diskretne dvorazsežne točkovne grupe ali rozetne grupe se uporabljajo za opis simetrij ornamenta. Trirazsežne točkovne grupe se na široko uporabljajo v kemiji, predvsem za opis simetrij molekule in molekularnih orbital, ki tvorijo kovalentne vezi. Točkovne grupe se v tej zvezi imenujejo tudi molekularne točkovne grupe.
Število diskretnih točkovnih grup v vsakem številu razsežnosti je neskončno, kristalografski restrikcijski izrek pa dokazuje, da je s translacijsko simetrijo združljivo samo končno število točkovnih grup. V eni razsežnosti je njihovo število enako 2, v dveh razsežnostih 10 in v treh razsežnostih 32. Trirazsežne točkovne grupe se imenujejo tudi kristalografske točkovne grupe.

## Dvorazsežne točkovne grupe
Dvorazsežne točkovne grupe so razdeljene v dve skupini glede na to, ali so sestavljene samo iz rotacij ali pa je vanje vključeno tudi zrcaljenje. Ciklične grupe Cn (abstraktne grupe tipa Zn) so sestavljene iz rotacij s korakom 360º/n in vseh celoštevilčnih mnogokratnikov. Štirinožni stol na primer ima simetrijsko grupo C4, ki je sestavljena iz štirih rotacij za 0º, 90º, 180º in 270º. Simetrijska grupa kvadrata spada v družino diedrskih grup Dn (abstraktna grupa tipa Dihn), v kateri je enako število zrcaljenj in rotacij. Neskončna rotacijska simetrija kroga vsebuje tudi zrcalno simetrijo,  vendar je krožna grupa S1 formalno ločena od grupe  Dih(S1), ker slednja eksplicitno vključuje zrcaljenje.
Neskončne grupe niso nujno tudi zvezne. Takšen je primer grupa vseh celoštevilčnih mnogokratnikov rotacije s korakom 360°/√2, ki ne vključuje rotacije za 180°. Homogenost do poljubno majhnega nivoja podrobnosti v prečni smeri se lahko odvisno od aplikacije obravnava kot popolna homogenost v tej smeri in se v primeru teh simetrijskih grup lahko zanemari.
Cn in Dn za n = 1, 2, 3, 4, in 6 se lahko kombinirata s translacijsko simetrijo, včasih tudi več kot v eni smeri, tako da se število dvorazsežnih grup poveča z 10 na 17.

## Zaključek
V vsaki razsežnosti d je zvezna grupa vseh možnih negibnih točk izometrij ortogonalna grupa, označena z O(d). Vsaka njena zvezna podgrupa vseh možnih rotacij je posebna ortogonalna grupa, označena z SO(d). Oznake se ne ujemajo s Schönfliesovim zapisom, ampak so dogovorjene oznake iz teorije Liejevih grup.